# Radioline
Radioline est un service français d'agrégation de webradios et de podcasts créé en 2012. Le service permet aux utilisateurs d’écouter gratuitement 90 000 webradios et podcasts de plus de 130 pays sur tous les appareils connectés (ordinateur, téléphone, tablette, TV, autoradio). 
Radioline travaille également avec différents partenaires sur l’intégration de radios dans leur offre et sur le développement de services numériques.

## Historique et partenaires
Fondée en 2012 par Thomas Serval, Matthieu Delporte et Samuel Landau, la société Radioline est issue des activités de Baracoda Media, ancienne division média de Baracoda SA créée en 2007.
En août 2013, Radioline fait l’acquisition de Liveradio d'Orange. 
En décembre 2013, Radioline crée un nouveau service sous son nom disponible sur web, mobile et tablette,.
Fin 2014, Radioline signe un partenariat avec Opera TV Store.
Début 2015, Radioline signe un partenariat avec Parrot.
En février 2015, Radioline renouvelle son service avec de nouvelles fonctionnalités et intègre notamment Deezer et Spotify.  
En mai 2015, Radioline signe un partenariat avec Alcatel One Touch.
En juin 2015, le service signe un partenariat avec le groupe CANAL+.
En juillet 2015, Radioline signe un partenariat avec l’opérateur belge VOO.
En octobre 2015, Radioline signe un accord avec la plateforme américaine de création audio Spreaker, permettant au service de doubler son offre de podcasts.
En février 2016, Radioline devient le premier agrégateur européen de radios et podcasts avec plus de 90 000 radios et podcasts en ligne. 
En mars 2016, le service signe un partenariat avec l’allemand Foxxum.

## Interface et fonctionnalités
Radioline permet d’accéder à un contenu de 90 000 radios et podcasts du monde entier. Le service propose également des catalogues de radios et podcasts classés par thèmes, pays, genres musicaux ou humeurs, et met régulièrement en avant des sélections éditoriales en lien avec l’actualité. Radioline enrichit les flux des radios avec des informations complémentaires, comme les grilles de programmes, les animateurs, ou le nom des titres et artistes en cours de diffusion.  
Sur le site web et les applications mobiles, l’utilisateur peut se créer un compte afin d’ajouter ses radios, podcasts et titres favoris. S’il possède un compte Deezer ou Spotify, il peut aussi, en se connectant à son compte, exporter les titres écoutés directement sur ses listes d'écoute.  
Sur ses applications mobiles, Radioline propose également une offre d’abonnement Premium permettant de supprimer la publicité et d’écouter les podcasts hors connexion, continuité d’écoute permettant la reprise d’un même contenu d’un appareil à l’autre. 

## Déploiement du service
Le service Radioline est accessible sur différentes plateformes.
Sur mobile et tablette : 
- les applications smartphone[15] et tablette[16] (dont compatibilité Apple Watch[17]). A noter : depuis mars 2025, Radioline est introuvable sur le Google Play Store, et il n'est plus possible depuis l'application déjà installée, il n'est plus possible d'acheter la version premium. Par ailleurs, le point de contact du site ne répond plus aux sollicitations. Le service fonctionne toujours en l'état, mais semble abandonné.
- une sélection de smartphones Alcatel One Touch, Xiaomi, Wiko.

Sur ordinateur: 
- le site web
- l’application pour Mac OS X[18]

Sur télévisions intelligentes :
- les décodeurs Cube S CANAL+ (chaine 197)[19]
- la Freebox Révolution[20]
- le décodeur VOO.évasion[21]
- l'Opera TV Store
- Android TV[22],[23]

Dans les voitures équipées de l'autoradio Parrot Asteroid ou de la solution RSE de Parrot.

## Monétisation du service
Radioline monétise aujourd’hui son service à l’aide de publicité sur mobile et web, de publicités vidéo sur site web et télévision, et de publicités audio sur site web[pertinence contestée],.